# マルセロ・ボシュ
マルセロ・ボシュ（Marcelo Bosch、1984年1月7日 - ）は、アルゼンチンの元ラグビー選手。

## プロフィール
- アルゼンチン・ブエノスアイレス出身。
- ポジションはスタンドオフ(SO)、センター(CTB)、フルバック(FB)。
- 身長 186cm、体重 97kg
- アルゼンチン代表通算キャップ数は39。
- ラグビーワールドカップ2011・ラグビーワールドカップ2015のアルゼンチン代表に選ばれた[1]。
- 7人制アルゼンチン代表に選ばれたことがある。

## 略歴
ビアリッツ・オランピックを経て、2013年、サラセンズに加入。 
2019年、現役を引退した。 